# Туннельный спуск (Новосибирск)
Тоннельный спуск — улица в Железнодорожном районе Новосибирска. Соединяет улицы Дмитрия Шамшурина и Владимировскую, проходит через тоннель-путепровод Транссибирской магистрали.

## Архитектурные объекты

### Исторические сооружения
- Тоннель, сооружённый при строительстве Транссибирской магистрали — сооружение 1913 года постройки, сквозь который проходит Туннельный спуск. 50-метровый тоннель, соединил территорию современного Железнодорожного района с береговой полосой города. Памятник архитектуры регионального значения[1][2][3].

- Водонапорная башня № 2 — инженерное сооружение начала двадцатого века. Памятник архитектуры местного значения[4].
- Красные казармы — комплекс зданий, построенный в начале двадцатого века. Изначально здесь находился один из самых крупных военно-остановочных пунктов России. В настоящее время здания занимает городская психиатрическая больница № 3. Комплекс расположен на углу Туннельного спуска и Владимировской улицы[5][6].

### Современные здания
- Деловой центр Западно-Сибирской железной дороги — девятиэтажное здание на углу Туннельного спуска и улицы Дмитрия Шамшурина.
- Деловой центр «Пентагон» — семиэтажное здание на углу Владимировской улицы и Туннельного спуска.
- Park Inn by Radisson — гостиница, построенная в 2015 году. Расположена на углу Туннельного спуска и улицы Дмитрия Шамшурина[7].

## Отсутствие уличной нумерации
За всю историю улицы зданий с адресом «Туннельный спуск» никогда не существовало.

## Галерея

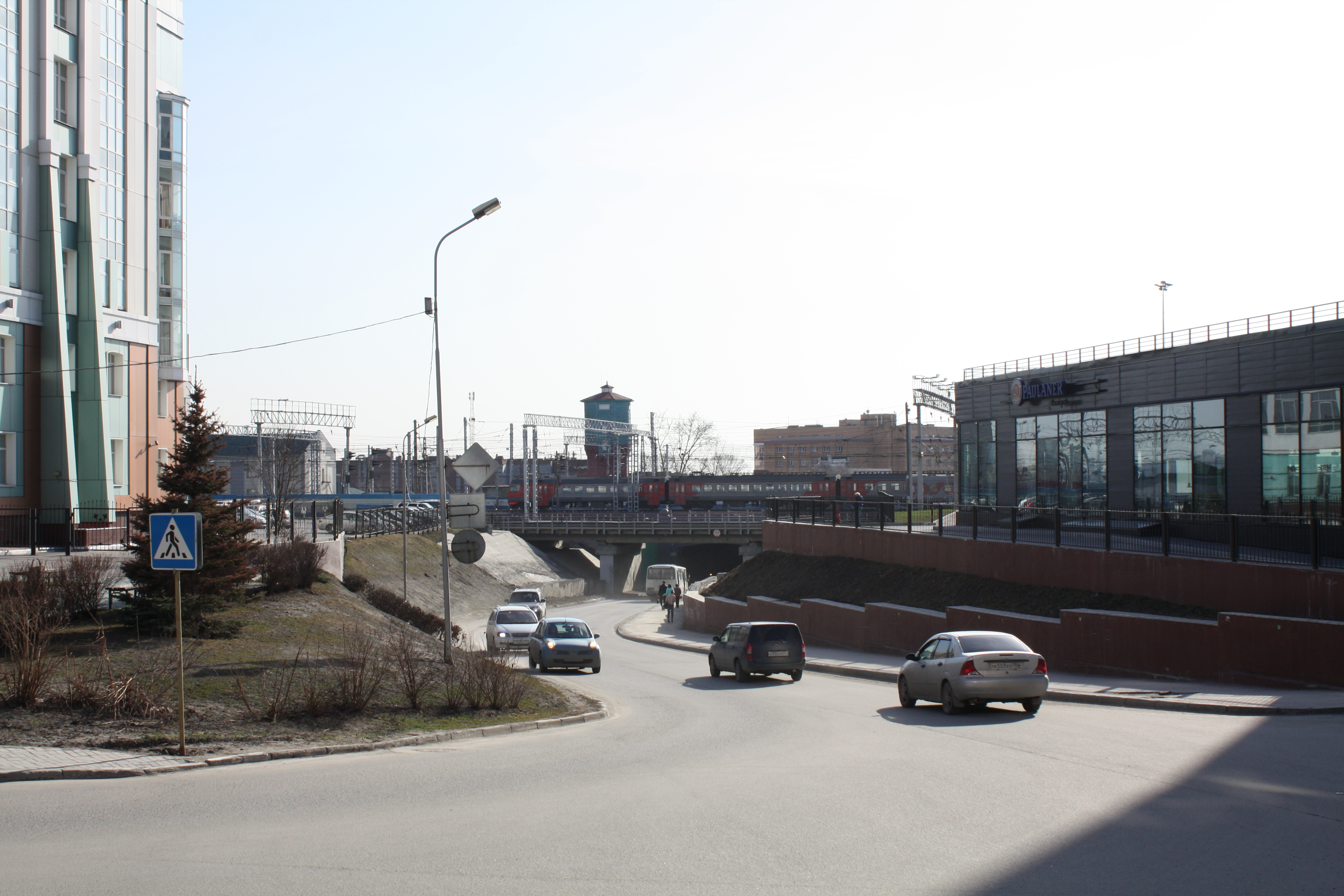
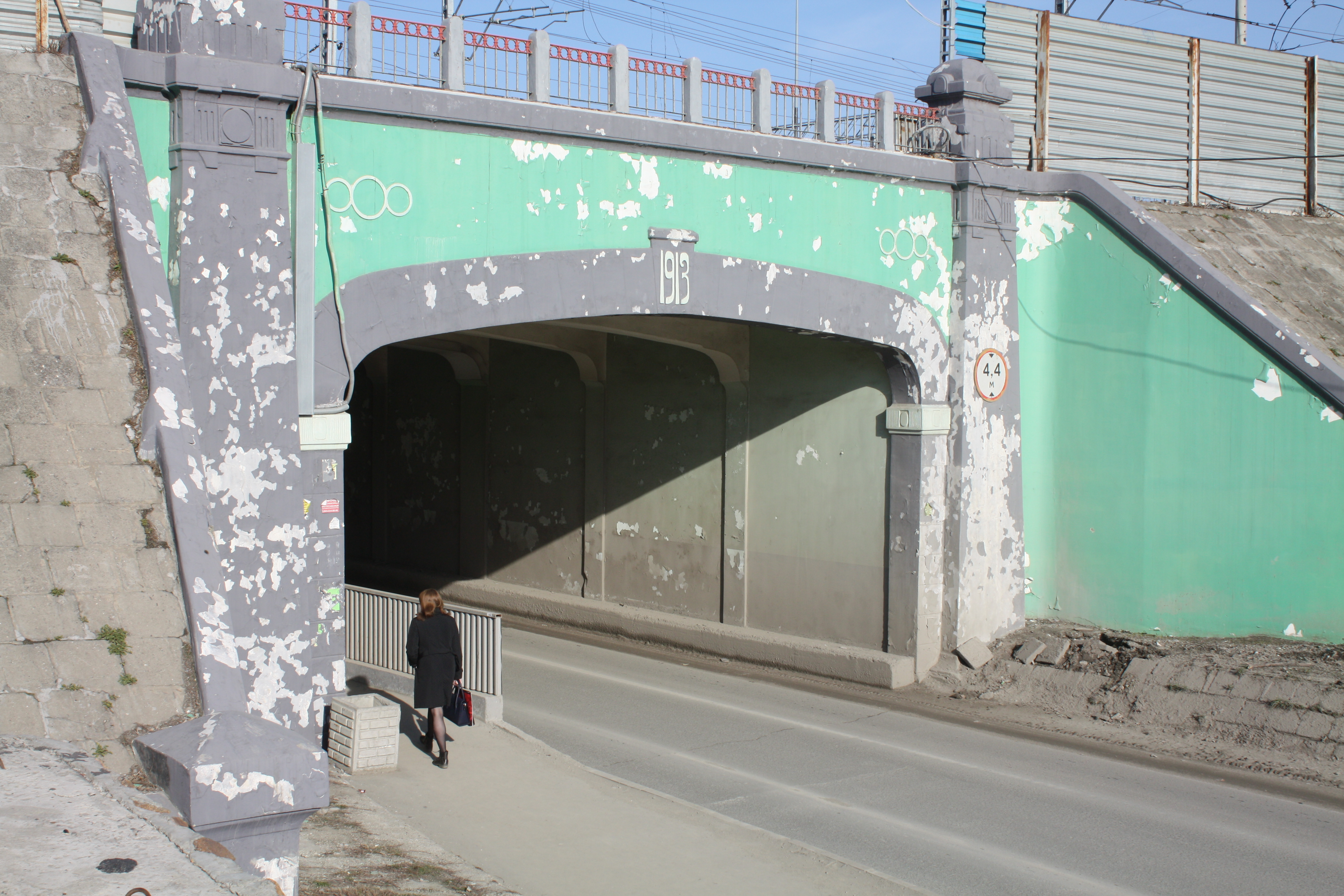
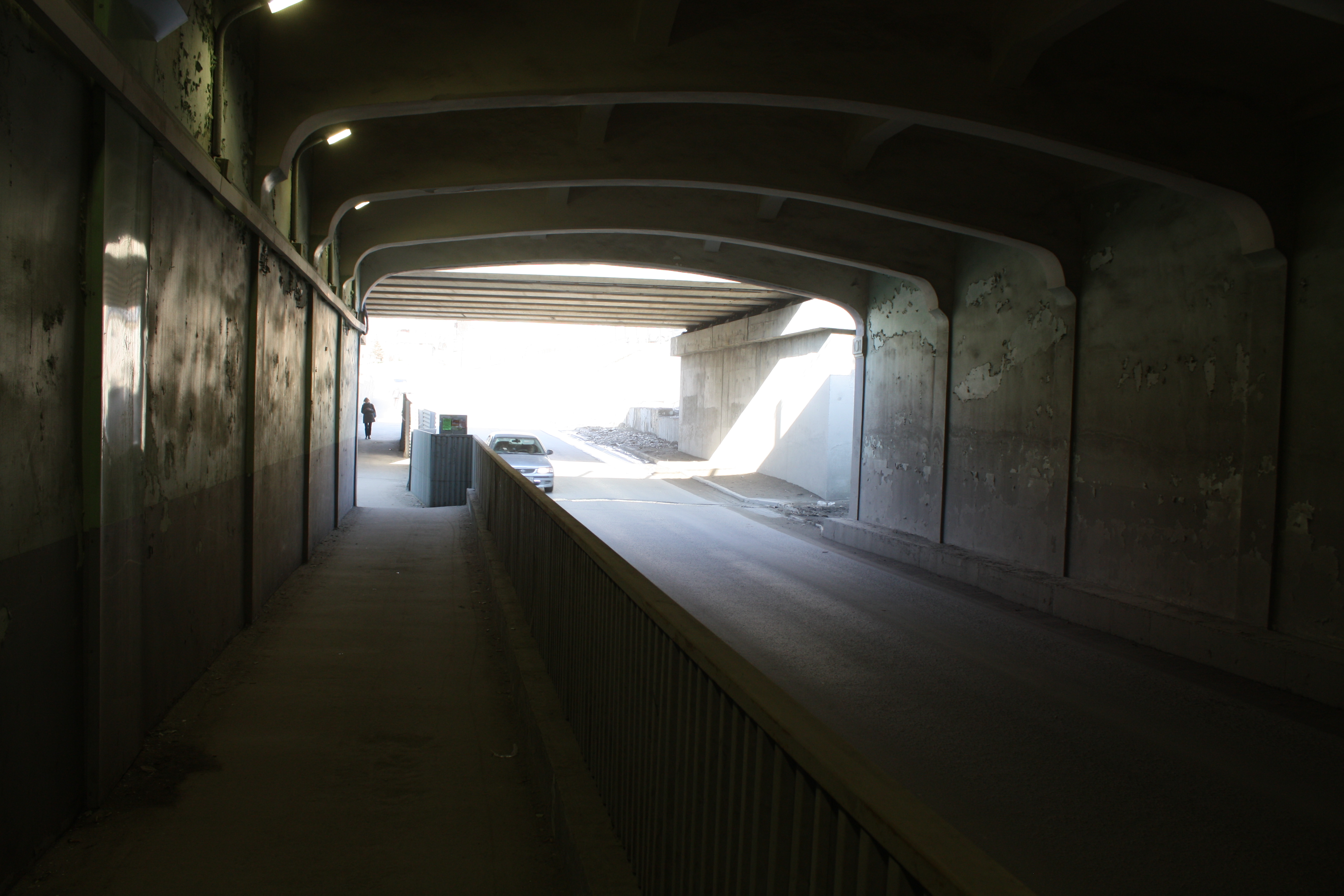
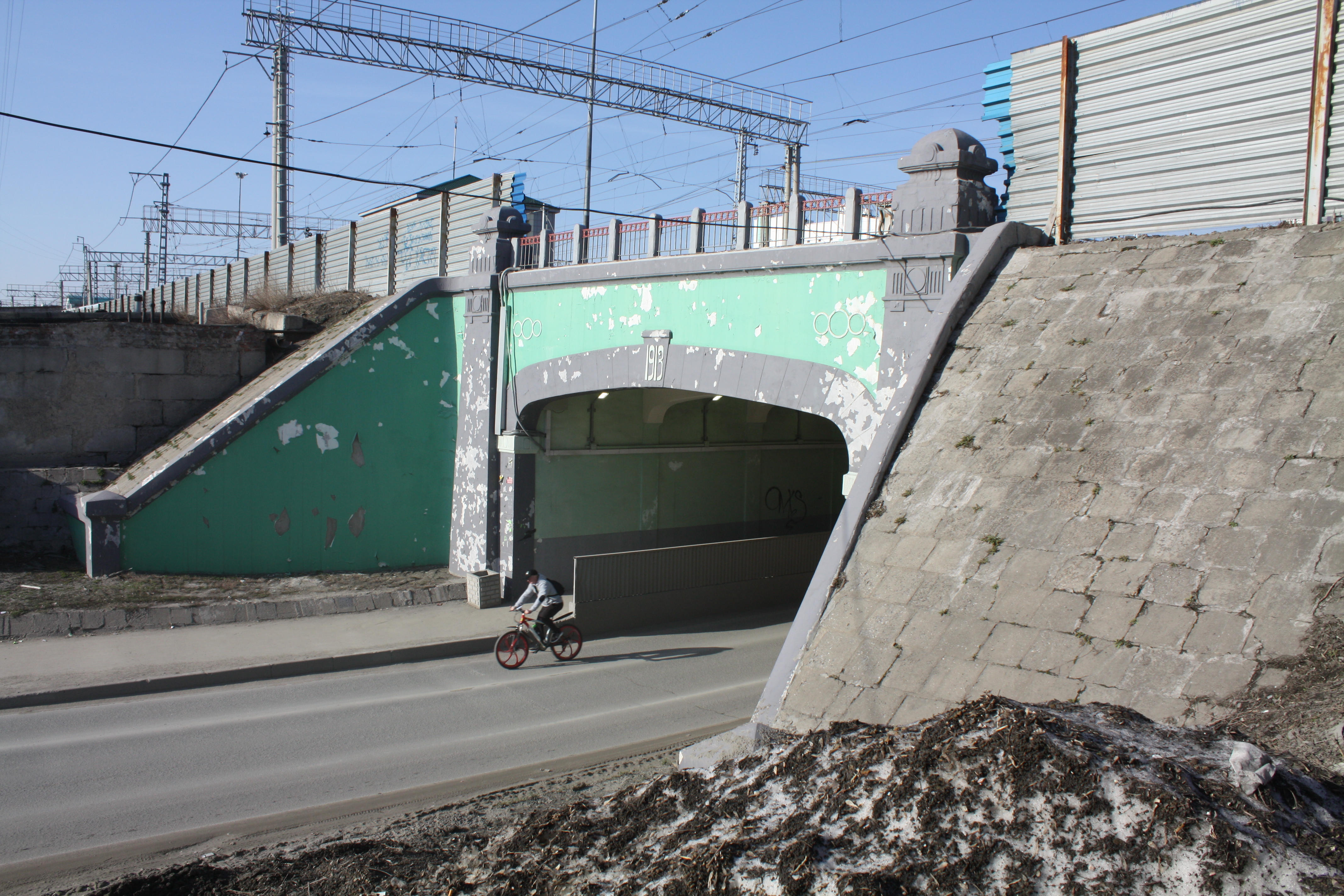
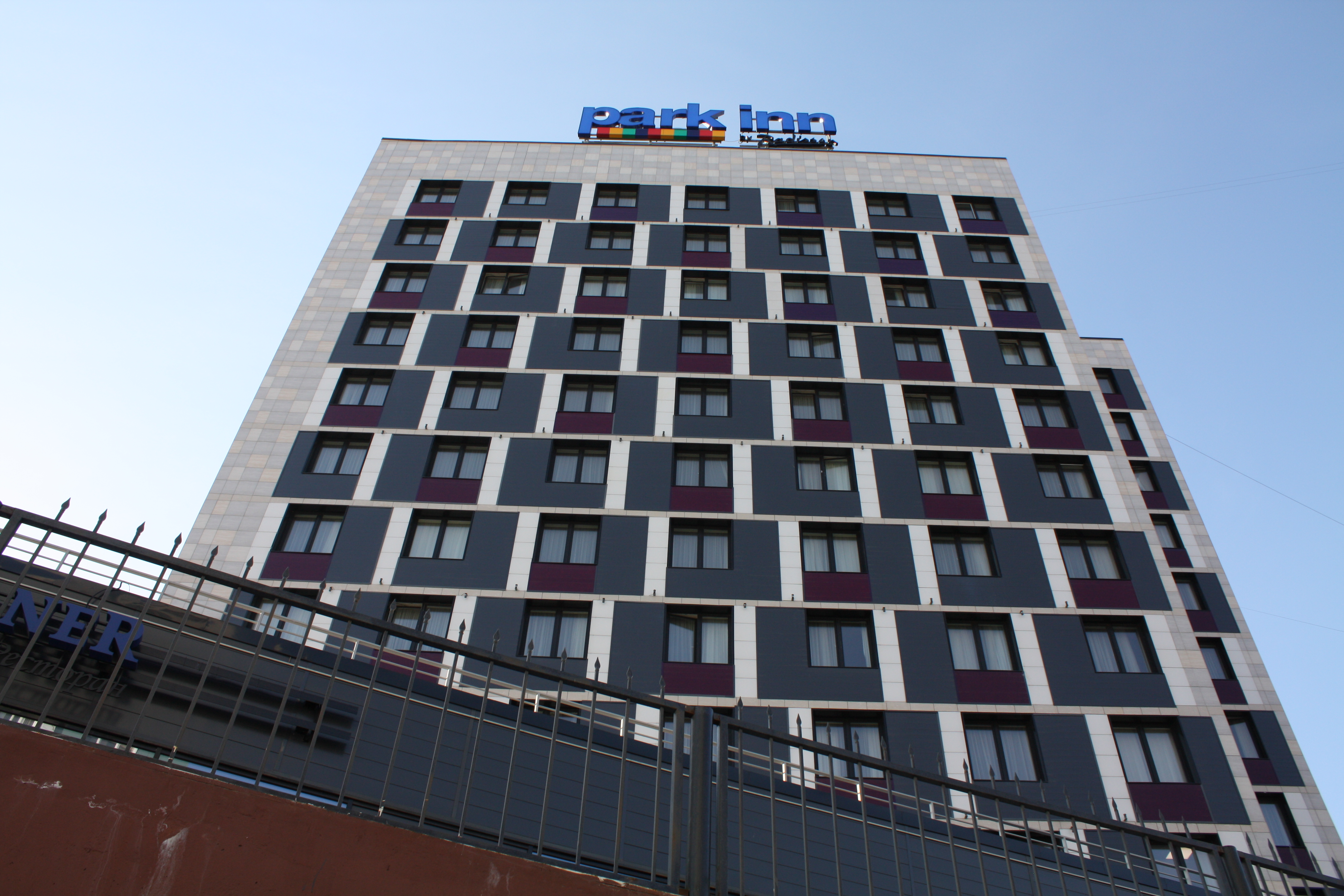